# Coelichneumon coactus
Coelichneumon coactus är en stekelart som först beskrevs av Thomson 1893.  Coelichneumon coactus ingår i släktet Coelichneumon och familjen brokparasitsteklar. Arten är reproducerande i Sverige. Inga underarter finns listade i Catalogue of Life.